# Comuna Ånge
Ånge (Ånge kommun) este o comună din comitatul Västernorrlands län, Suedia, cu o populație de 39.866 locuitori (2013).

## Geografie

### Zone urbane
Lista celor mai mari zone urbane din comună (anul 2015) conform Biroului Central de Statistică al Suediei:
| Nr | Zona urbană           | Pop.  |
| -- | --------------------- | ----- |
| 1  | Ånge                  | 2.889 |
| 2  | Ljungaverk și Fränsta | 2.062 |
| 3  | Torpshammar           | 477   |
| 4  | Alby                  | 349   |

## Demografie
| \| Evoluția demografică în comuna Ånge, 1970–2015 \| Evoluția demografică în comuna Ånge, 1970–2015 \| Evoluția demografică în comuna Ånge, 1970–2015 \| Evoluția demografică în comuna Ånge, 1970–2015 \| Evoluția demografică în comuna Ånge, 1970–2015 \| \| ----------------------------------------------------------------------------------------------------- \| ---------------------------------------------- \| ---------------------------------------------- \| ---------------------------------------------- \| ---------------------------------------------- \| \| An \| \| \| Locuitori \| \| \| 1970 \| 1970 \| \| 14984 \| 14984 \| \| 1975 \| 1975 \| \| 13908 \| 13908 \| \| 1980 \| 1980 \| \| 13349 \| 13349 \| \| 1985 \| 1985 \| \| 13001 \| 13001 \| \| 1990 \| 1990 \| \| 12587 \| 12587 \| \| 1995 \| 1995 \| \| 12038 \| 12038 \| \| 2000 \| 2000 \| \| 11234 \| 11234 \| \| 2005 \| 2005 \| \| 10692 \| 10692 \| \| 2010 \| 2010 \| \| 10053 \| 10053 \| \| 2015 \| 2015 \| \| 9493 \| 9493 \| \| Sursa: SCB - Statistika Centralbyrån, Folkmängd efter region, civilstånd, ålder och kön. År 1968–2016 \| \| \| \| \| |      |  |           |       |
| Evoluția demografică în comuna Ånge, 1970–2015 |      |  |           |       |
| An |      |  | Locuitori |       |
| 1970 | 1970 |  | 14984     | 14984 |
| 1975 | 1975 |  | 13908     | 13908 |
| 1980 | 1980 |  | 13349     | 13349 |
| 1985 | 1985 |  | 13001     | 13001 |
| 1990 | 1990 |  | 12587     | 12587 |
| 1995 | 1995 |  | 12038     | 12038 |
| 2000 | 2000 |  | 11234     | 11234 |
| 2005 | 2005 |  | 10692     | 10692 |
| 2010 | 2010 |  | 10053     | 10053 |
| 2015 | 2015 |  | 9493      | 9493  |
| Sursa: SCB - Statistika Centralbyrån, Folkmängd efter region, civilstånd, ålder och kön. År 1968–2016 |      |  |           |       |